# 'Til Death Do Us Unite
'Til Death Do Us Unite är det tyska thrash metal-bandet Sodoms åttonde studioalbum, utgivet i februari 1997 på GUN Records.
Albumet var Sodoms första med gitarristen Bernd "Bernemann" Kost och trummisen Bobby Schottkowski, samt en banduppställning som skulle komma att vara fram till 2010.
En musikvideo spelades in till "Fuck the Police".

## Låtlista
1. "Frozen Screams" – 2:55
2. "Fuck the Police" – 3:26
3. "Gisela" – 2:38
4. "That's What an Unknown Killer Diarized" – 4:41
5. "Hanging Judge" – 2:46
6. "No Way Out" – 2:47
7. "Polytoximaniac" – 2:27
8. "'Til Death Do Us Unite" – 5:11
9. "Hazy Shade of Winter" (Simon & Garfunkel-cover) – 1:58
10. "Suicidal Justice" – 2:47
11. "Wander in the Valley" – 3:50
12. "Sow the Seeds of Discord" – 2:29
13. "Master of Disguise" – 3:03
14. "Schwerter zu Pflugscharen" – 4:00
15. "Hey, Hey, Hey Rock 'n' Roll Star" – 4:18

## Medverkande
Musiker
- Tom Angelripper – sång, basgitarr
- Bernd "Bernemann" Kost – gitarr, bakgrundssång
- Bobby Schottkowski – trummor, bakgrundssång

Bidragande musiker
- Alex Kraft – gitarr
- Harris Johns – gitarr, bakgrundssång
- Uwe Gottuk – bakgrundssång
- Stefan Paul – bakgrundssång

Produktion
- Harris Johns – producent, inspelningstekniker, mixning
- Ulli Pösselt – producent
- Kai Blankenberg – remixning
- Peter Lohde – design, digital grafik
- Mike Kolossa – foto, omslagskoncept
- Oliver Schmitten – foto, omslagskoncept